# Гінцель (кратер)
Кратер Гінцель (нім. Hertz) — ударний кратер на зворотному боці Місяця в екваторіальній області. Кратер названий на честь австрійського астронома Фрідріх Карл Гінцель (нім. Friedrich Karl Ginzel) (1850–1926), назва затверджена Міжнародним астрономічним союзом в 1970 р.

## Опис кратера
Найближчими сусідами - кратер Ібн Юніс на заході; кратер Аль-Біруні на північному заході; кратер Попов на півночі; кратер Мебіус на сході-північному сході; кратер Герц на сході-південному сході; кратер Моїсеєв на південному сході; кратер Дрейер на півдні; а також кратер Янський на південному заході. На південному заході від кратера знаходиться море Крайове, на півночі ланцюжок кратерів Дзєвульські. Селенографічні координати центру кратера 14,25 ° півн. ш. 97,4 ° сх. д., діаметр 53,23 км, глибина 2,4 км.
Кратер затоплений лавою, над поверхнею виступає тільки частина валу. Західна частина вала більш розвинена і сильніше виділяється над навколишньою місцевістю. До південної частини чала примикає сателітний кратер «Гінцель L» (див.нижче). Середнє піднесення вала кратера над навколишньою місцевістю 1170 м, обсяг кратера становить 2494 куб.км. Дно чаші кратера рівне, не має прикметних структур за винятком здвоєної пари кратерів у північно-західній частині.
Внаслідок розташування у лімба зворотного боку Місяця кратер за сприятливої лібрації доступний для спостережень із Землі, але при цьому має сильно викривлену форму.

## Супутникові кратери
Ці кратери прийнято позначати на картах літерою, розміщеною біля їх центру з того боку, що найближчий до кратера «Гінцель».
| Гінцель | Широта   | Довгьота  | Діаметр  |
| ------- | -------- | --------- | -------- |
| G       | 13,6° N  | 100,07° E | 44,22 км |
| H       | 12,43° N | 100,02° E | 46,16 км |
| L       | 13,07° N | 97,8° E   | 27,99 км |